# お嬢お吉
『お嬢お吉』（おじょうおきち）は、1935年に公開された高島達之助・溝口健二監督の日本映画。

## スタッフ
- 監督 - 高島達之助、溝口健二[1]
- 脚色 - 川口松太郎[1]
- 原作 - 川口松太郎[1]
- 撮影 - 内炭吉四郎、酒井宏[1]
- 照明 - 岸一夫[2]
- 編集 - 石本純吉[2]
- 音楽 - 福田蘭童[2]
- 録音 - 森田樹、鈴木重信[2]

## キャスト
- 山田五十鈴 - お嬢お吉[1]
- 原駒子 - お坊のお兼[2]
- 梅村蓉子 - 和尚のおつね[2]
- 林敏夫 - 半次郎[2]
- 小泉嘉輔 - 仙太[2]
- 雲井竜之介 - 庄平[2]
- 芝田新 - 彌吉[2]
- 浅香新八郎 - 仁三郎[2]
- 鳥居正 - 淸次[2]
- 滝沢靜子 - お咲[2]
- 原讓介 - 彦太郎[2]
- 東城光 - 彦兵衞[2]
- 新島竜二 - 久三[2]
- 春岡茂樹 - 政吉[2]
- 豊国金太郎 - 金助[2]
- 都賀淸司 - 平兵衞[2]
- 花野国子 - お安[2]
- 中村園枝 - おさん[2]